# Kunstinstituut Melly

Kunstinstituut Melly

Das Kunstinstituut Melly ist ein 1990 gegründetes Museum für zeitgenössische Kunst in Rotterdam (Niederlande). Es liegt in der nach dem Admiral Witte Corneliszoon de With benannten Witte de Withstraat. Das Museum war ursprünglich nach der Straße benannt worden. Seit 27. Januar 2021 ist der neue Name „Kunstinstituut Melly“ in Kraft getreten.
Das Gründungskonzept sah vor, den kuratorischen Leerraum zwischen „klassischen“ Museen für moderne Kunst einerseits sowie Künstlerinitiativen und kommerziellen Galerien andererseits zu schließen. In der Zwischenzeit werden vom Witte de With auch eigene Arbeiten in Auftrag gegeben.
Im Haus wird zeitgenössische Kunst gezeigt, die teilweise noch nicht etabliert ist. Die meisten Ausstellungen werden von Katalogen begleitet.
Gründungsdirektor war der Belgier Chris Dercon, der das Haus von 1990 bis 1995 leitete. Ab 1996 nahm Bartomeu Mari diese Position ein, der 2002 von Catherine David abgelöst wurde. David hatte davor die Documenta X geleitet. Von 2006 bis 2011 leitete der Deutsche Nicolaus Schafhausen das Haus. Es folgte die aus Istanbul stammende Kuratorin Defne Ayas als Museumsdirektorin, die hier von 2012 bis 2017 arbeitete. Seit Januar 2018 führt die Mexikanerin Sofía Hernández Chong Cuy das Museum.
Im Zuge der weltweiten Bemühungen um ein verstärktes Bewusstsein hinsichtlich des kolonialen Erbes hat das Haus am 27. Juni 2020 bekannt gegeben, seinen alten Namen mit sofortiger Wirkung zurückzuziehen und bis auf weiteres als „Formerly known as Witte de With – Center for Contemporary Art“ aufzutreten. Anlass für diesen Schritt war ein offener Brief vom 14. Juni 2017, in dem die Autoren auf die grundsätzliche Problematik hinweisen, unter dem Namen eines Marineoffiziers der Kolonialzeit kritische Auseinandersetzung mit zeitgenössischer Kunst zu betreiben.
Am 2. Oktober 2020 wurde der neue Name „Kunstinstituut Melly“, inspiriert von einem vor Ort installierten permanenten Kunstwerk, bekannt gegeben.